# 角川ソフィア文庫
角川ソフィア文庫（かどかわソフィアぶんこ、Kadokawa Sophia Bunko）は、株式会社KADOKAWA（旧・角川書店）が、角川学芸出版ブランドで発刊している古典注釈・学術書を軸とした文庫レーベル。

## 概要
前身は1949年に角川文庫を創刊した際の紫帯での分類だった。この分類は1960年頃に黄帯（SP1〜100）へ配色が変更され1989年まで使用された。紫帯・黄帯は江戸時代までの日本の古典文学作品やその研究書を対象としており、文庫自体のリニューアルにより1990年代前半にサブレーベル「角川日本古典文庫」で刊行された。なお同時期に角川mini文庫があった。
他に白帯（SP101〜）があり、古典を中心に学術・風習・民俗・歴史・伝記を主とした著作を刊行。1995年より「角川文庫ソフィア」レーベルを発足。1999年に両レーベルを統合する形で角川ソフィア文庫に再編した。カバーを外した際の装丁も角川文庫や他のサブレーベルと共通のものを用いている。2001年より古典日本文学・中国古典経書・文学を軸に、現代語訳・解説を大幅に入れた編著「ビギナーズ・クラシックス」が刊行されている。
2005年より角川グループの組織再編により発行元が角川書店から角川学芸出版に移った。2013年にKADOKAWAに吸収合併されブランドカンパニー（2015年に当制度は廃止）となったが、編集元として名前が残っている。
2008年より各タイトルに付される整理番号が更新され、頭にジャンル別アルファベットを付けた著者またはシリーズ別の番号が新たに採用されている。

## 分類
2008年以前の旧整理番号
- SP 1 -100 日本古典文学（旧黄帯）
- SP 101- 200 思想・宗教・仏教など（旧白帯）
  - SP 106 - 117 仏教の思想シリーズ
- SP 201 - その他（旧白帯）

2008年以後の新整理番号
- A - 日本古典文学（「ビギナーズクラシックス　日本の古典」を含む）
- B - 中国古典文学（「ビギナーズクラシックス　中国の古典」を含む）
- C - 文学（「ビギナーズクラシックス　近代文学編」を含む）
- D - 詩歌
- E - 言語
- F - 芸術
- G - 思想・哲学・宗教・心理学（「ビギナーズ　日本の思想」を含む）
- H - 仏教（「仏教の思想シリーズ」など）
- I - 歴史・地理（「シリーズ江戸学」など）
- J - 民族・社会
- K - 自然科学
- L - エッセイ
- M - ノンフィクション
- N - 知識・教養（「知っておきたいシリーズ」など）